# Tamme Sinine
Tamme Sinine es una variedad cultivar de ciruelo (Prunus domestica), de las denominadas ciruelas europeas.
Una variedad de ciruela se cree originaria del asentamiento de Tamme cerca de Rõngu en el condado de Tartu. Se desconoce la historia de su origen.
Las frutas de tamaño pequeño de forma ovoide, con la punta ligeramente cónica, su epidermis con un color púrpura negruzco, y pulpa de color amarillo verdoso claro, textura de consistencia suave, jugosa agridulce con sabor medio. Tolerancia a los inviernos de Estonia es alta, aunque en las heladas fuertes pueden morir las ramas aéreas, sin embargo vuelve a retallar.

## Sinonimia
- "Tamme Azul'".[6]

## Historia
'Tamme Sinine' variedad de ciruela que se cree se originó y que se considera originaria del asentamiento de Tamme cerca de Rõngu en el condado de Tartu (artículo de Aarne Talumetsa en el periódico "Edasi" del 8 de mayo de 1976). Se desconoce la historia de su origen.
Se encuentra cultivada en la colección de germoplasma de plantas vivas del Centro de Investigación Hortícola Polli, dependiente del "Departamento de Ciencias de la Vida" de la Universidad de Tartu, desde el año 2002.

## Características
'Tamme Sinine' es un árbol de porte erguido, de mediana altura. Los árboles nativos se reproducen a partir de abundantes brotes de raíces. 'Tamme Sinine' es autofértil, con una gran tolerancia a los inviernos de Estonia, aunque en las heladas fuertes pueden morir las ramas aéreas, sin embargo vuelve a retallar. 'Tamme Sinine' sufre daños moderados por el tizón de las hojas y la mancha plateada fuertemente.
'Tamme Sinine' tiene una talla de tamaño pequeño pesa 12 a 16 g, la forma es ovoide, con la punta ligeramente cónica, su epidermis con un color púrpura negruzco, la sutura se puede ver como una línea, con pruina ligera de color gris azulado; pedúnculo de longitud largo, grosor fino; pulpa de color amarillo verdoso claro, textura de consistencia suave, jugosa agridulce con sabor medio. Según datos de siete años de análisis en el laboratorio químico de Polli, hubo Las frutas contienen en promedio un 7,5% de azúcares, un 1,93% de ácidos y un 12% de vitamina C.
Hueso adherido a la pulpa.
Su tiempo de recogida de cosecha es a mediados de septiembre. En los años lluviosos se abren en proporción menos frutas comparativamente con la variedad parecida 'Hiiu Sinine'.

## Usos
Se usa comúnmente como postre fresco de mesa buena ciruela de postre de fines de verano, las frutas son especiales en las elaboraciones caseras de  mermelada y compotas.